# Жирятино (Ивановская область)
Жиря́тино — деревня в Вичугском районе Ивановской области России, входит в состав Сунженского сельского поселения.

## География
Деревня располагается на берегу речки Жаровка (приток Сунжи) в 9 км на север от центра поселения деревни Чертовищи и в 19 км на север от районного центра города Вичуги.

## История
В XVII веке по административно-территориальному делению село входило в Кинешемский уезд в Вичужскую волость. По церковно-административному делению приход относился к Плесской десятине. В 1654 году упоминается как «прибывшая вновь» церковь «Живоначальныя Троицы да в приделе Покрова Пресв. Богородицы да Николы чудотворца в вотчине Ивана да Никиты да Назарья Щербачевых в селе Жерятине».
Каменная Троицкая церковь в селе с такой же колокольней построена в 1802 году (приделы пристроены в 1819 г.) на средства прихожан. Ограда каменная, крытая железом. Кладбище при церкви. Престолов было пять: во имя Живоначальной Троицы, Ахтырской иконы Божией Матери, святит. Николая Чудотворца, Рождества Пресвятой Богородицы и Симеона Богоприимца и Анны Пророчицы.
В конце XIX — начале XX века село являлось центром Жирятинской волости Кинешемского уезда Костромской губернии, с 1918 года — Иваново-Вознесенской губернии.
С 1929 года деревня являлась центром Жирятинского сельсовета Вичугского района Ивановской области, с 1954 года — в составе Чертовищенского сельсовета, с 2005 года — в составе Чертовищенского сельского поселения, с 2010 года — в составе Сунженского сельского поселения.

## Население
| 1872 | 1897 | 1907 | 2002 | 2010 | 2014 | 2015 |
| ---- | ---- | ---- | ---- | ---- | ---- | ---- |
| 267  | ↗311 | ↗345 | ↘80  | ↗84  | ↘81  | ↗82  |
| 2016 | 2018 |      |      |      |      |      |
| ↗83  | ↘81  |      |      |      |      |      |